# Diapason d'or

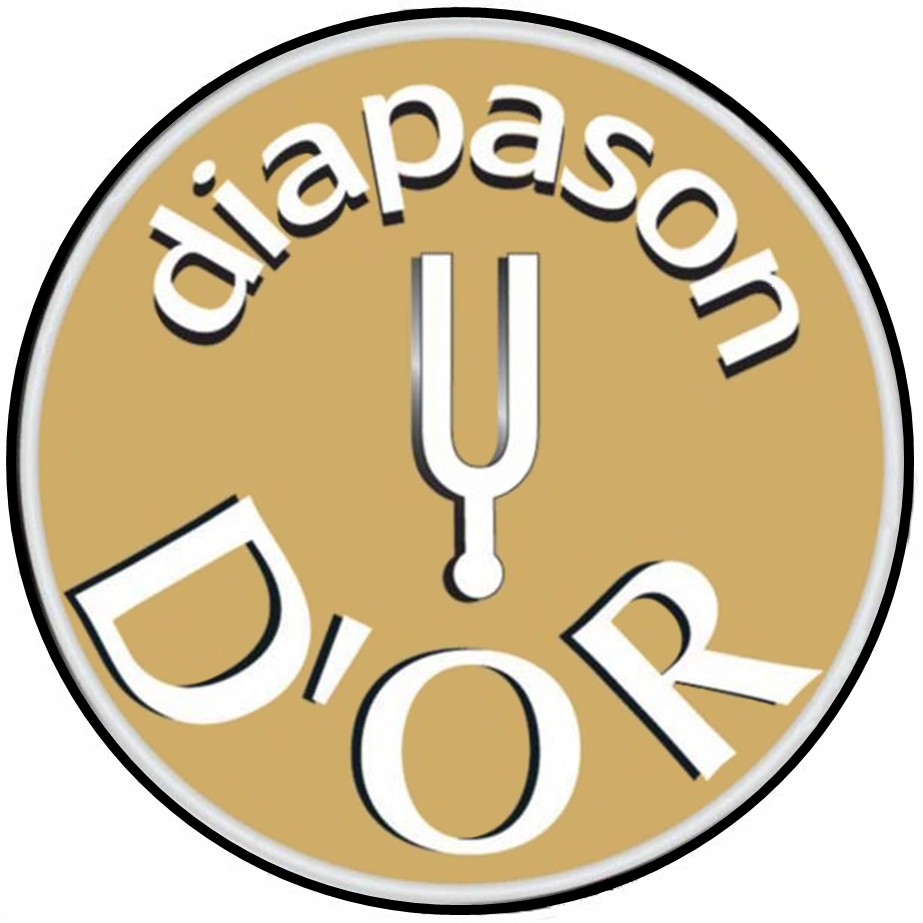
Logo du Diapason d’or.

Le Diapason d'or est une recommandation d'enregistrements exceptionnels de musique classique (principalement), attribuée par les critiques du magazine Diapason. Le Diapason d'or de l'année est un prix plus prestigieux, décerné par un jury composé de critiques de Diapason et de France Musique.

## Éditions

### 2007
- Philippe Jaroussky : Airs d'opéra de Vivaldi. Jean-Christophe Spinosi, Ensemble Matheus . Virgin Classics

### 2008
- Marc-André Hamelin : Charles-Valentin Alkan, Concerto pour piano seul; Troisième recueil de chants. Archives d'Hypérion
- Jean-Guihen Queyras JS Bach, Suites pour violoncelle . Harmonia Mundi
- Masaaki Suzuki : JS Bach, Messe en si mineur, Peter Kooy, Carolyn Sampson, BIS
- Ensemble Pygmalion : JS Bach, Missae Breves, BWV 234 & 235. Alpha
- Rafał Blechacz : Chopin, Préludes . DG
- Pierre Hantaï : François Couperin, Pièces de clavecin . Mirare
- Jean-Efflam Bavouzet : uvres complètes de Debussy pour piano, Vol. 2. Chandos
- Jean-Guihen Queyras et Alexandre Tharaud : Debussy & Poulenc – Sonates pour violoncelle. Harmonia Mundi
- Pierre-André Valade (direction), Hugues Dufourt Orchestre Philharmonique du Cyprès Blanc Luxembourg, Gérard Caussé (alto). Timbales
- Bruno Cocset, Luca Pianca et Les Basses Réunies : Francesco Geminiani, Sonates pour violoncelle avec basse continue . Alpha
- Jiří Bělohlávek : Janáček, Les Voyages de monsieur Brouček, BBC Symphony Orchestra, DG
- Quatuor de Jérusalem : Schubert, Der Tod und das Mädchen . Harmonia Mundi
- Leif Segerstam : Sibelius, Kullervo . Soile Isokoski, Tommi Hakala, YL Male Voice Choir . Ondine.
- Mala Punica . Faventina : La musique liturgique du Codex Faenza 117. Ambroisie
- Historique Marcelle Meyer : Enregistrements EMI complets 1925-1957, EMI Classics (France)
- Measha Brueggergosman : Chansons de cabaret surprise, DG
- DVD Patrice Chéreau (réalisateur) Janáček, De la maison des morts dir. Pierre Boulez . DG

### 2009
- Prix Concerto – Thomas Zehetmair, Bernd Alois Zimmermann Canto Di Speranza WDR Sinfonieorchester Köln ECM 4766885
- Jonas Kaufmann ; "Arias romantiques" Orchestre philharmonique de Prague, Marco Armilato, Decca 4759966
- Magdalena Kozena ; Martinů : Julietta, Czech Philharmonic, Charles Mackerras Supraphon SU3994
- Quatuor de Jérusalem ; Haydn : Quatuors op. 20 n°5, op. 33 n°3 "L'Oiseau" op. 76 n°5 Harmonia Mundi
- Bernard Haitink ; Bruckner : Symphonie n°8 . Mozart : Symphonie N.38 Sächsische Staatskapelle Dresden . Profil PH07057
- Philippe Herreweghe ; Lassus : Cantiones sacrae. Collegium Vocale Gent . Harmonia Mundi
- Nikolaus Harnoncourt ; Joseph Haydn : Les Saisons . DHM
- Alexandre Tharaud, piano ; Satie : Avant dernières pensées. Harmonia Mundi
- Viktoria Mullova et Giuliano Carmignola ; Vivaldi : Concertos pour deux violons. Production d'archives .
- Prix Opéra – Jean-Christophe Spinosi, Vivaldi : La fida ninfa . solistes, Ensemble Matheus . Naïf OP30410
- Mark Padmore, ténor ; Britten : Chansons. Roger Vignoles (piano). Harmonia Mundi
- Jordi Savall ; "Jérusalem". Hesperion XXI, La Capella Reial de Catalunya . Alia Vox AVSA9865
- Ivan Fischer ; Mahler : Symphonie n° 4 . Miah Persson (soprano), Orchestre du Festival de Budapest . Classiques de la chaîne CCSSA26109
- Rachel Podger ; Mozart : Sonates pour violon et clavier, Vol. VII et VIII. Gary Cooper (pianoforte et clavecin). Classiques de la chaîne CCSSA28109
- Cécilia Bartoli ; "Sacrifice". Il Giardino Armonico, Giovanni Antonini . Decca 47815221
- Prix Projet – Villa-Lobos ; Cycle de Chôros. John Neschling, BRI

### 2010
- Artiste de l'année Jonas Kaufmann ; Schubert, Die schöne Müllerin, Helmut Deutsch, Decca
- Marc Minkowski ; Haydn, London Symphonies, Les Musiciens du Louvre - Grenoble, Naïve
- Isabelle Faust ; JS Bach, Sonates et partitas pour violon, Harmonia Mundi
- Simon Trpčeski, Rachmaninov, Concertos pour piano n°2 et 3, Vassili Petrenko, Avie
- Nelson Freire, Chopin, Nocturnes, Decca
- Quatuor Pavel Haas, Prokofiev, Quatuors, Supraphon
- Quatuor Pražák, Chostakovitch, Quatuors, Evgeni Koroliov, Praga
- Philippe Jaroussky, JC Bach, Arias La dolce fiamma, Virgin Classics
- Sergio Azzolini, Vivaldi, Concertos pour basson, L'aura soave, Naïve
- Christophe Rousset, Louis Couperin, Pièces de clavecin, Aparté
- Masaaki Suzuki, JS Bach, Motets, Bach Collegium Japan, BIS
- Contemporain – Thierry Pécou, Jaguar symphonie, Ensemble Zellig, Harmonia Mundi
- Historique – Olivier Greif, Le rêve du monde, INA mémoire vive
- Débuts – Vittorio Grigolo, Le ténor italien, Sony Classics

### 2011
- I Fagiolini, Robert Hollingworth : Striggio, Ecce beatam lucem . Missa Ecco si beato Giorno, Decca (CD).
- Christian Tetzlaff (violon), Wiener Philharmoniker, Pierre Boulez : Szymanowski, Concerto pour violon n°1, Symphonie n°3 . Deutsche Grammophon (CD).
- Monteverdi Choir, English Baroque Soloists, John Eliot Gardiner : Bach, Cantates, vol. II et XIII . Soli Deo Gloria (CD).
- Café Zimmermann : Bach, Concerts pour plusieurs instruments, vol. V et VI . Alpha (CD).
- Amandine Beyer (violon) : Bach, Sonates et Partitas . Zig Zag Territoires (CD).
- Orchestre Symphonique de Lahti, Okko Kamu : Sibelius, La Tempête, Le Barde, Tapiola . BIS (CD).
- Vadim Gluzman (violon), Andrew Litton : Bruch, Concerto pour violon n°1, Quintette à cordes . BIS (CD).
- Joyce DiDonato (mezzo-soprano) : Diva-Divo . EMI (CD).
- Stephen Hough (piano) : Chopin, Valses . Hypérion (CD).
- Quatuor Diotima : Reich, Barber, Crumb, Quatuors à cordes . Naïf (CD).
- Ivry Gitlis (violon): Live Performances, Vol. 1 . Doremi (CD).
- Jeune Talent : Julia Lezhneva (soprano) : Rossini Airs d'opéras . Naïve.
- Choix des lecteurs Diapason et auditeurs de France Musique : Emmanuelle Bertrand (violoncelle) : Le violoncelle parle . Harmonia Mundi.
- Jonas Kaufmann (Werther) ; Michel Plasson / Benoît Jacquot : Massenet, Werther . Decca (DVD).
- Magdalena Kožená (mezzo-soprano); Lucerne Festival Orchestra, Claudio Abbado : Mahler, Symphonie no 4, Rückert-Lieder . EuroArts (DVD).
- Karita Mattila (Katia); Jiri Belohlavek / Robert Carsen : Janáček, Katia Kabanova . Framusica (DVD).

### 2014
- Musique symphonique : Schmitt : Le Petit Elfe Ferme-l'œil, Introït, récit et congé, Aline Martin (mezzo-soprano), Henri Demarquette (violoncelle), Orchestre national de Lorraine, Jacques Mercier. Timbales (CD). Mozart : Symphonies nos 39, 40 et 41. Orchestre du XVIIIe siècle, Frans Brüggen . Glossa (CD).
- Lied : Eisler : Ernste Gesänge, Lieder avec piano, Sonate pour piano op. 1, Matthias Goerne (baryton), Thomas Larcher (piano), Ensemble Resonanz . Harmonia Mundi (CD).
- Opéra : R. Strauss : Elektra, Evelyn Herlitzius, Waltraud Meier, Adrianne Pieczonka, Mikhail Petrenko, Tom Randle, Orchestre de Paris, Esa-Pekka Salonen . Bel Air (DVD ou Blu-ray).
- Piano : Busoni : Late Piano Music, Marc-André Hamelin (piano). Hypérion (3 CD).
- Récital lyrique : Stella di Napoli, Pacini, Bellini, Rossini, Mercadante, Carafa, Donizetti, Valentini, Joyce DiDonato (mezzo-soprano), Orchestre et Chœur de l' Opéra national de Lyon, Riccardo Minasi. Erato (CD).
- Opéra : Adams : Nixon in China, James Maddalena, Janis Kelly, Robert Brubaker, Kathleen Kim, Russell Braun, Richard Paul Fink, Metropolitan Opera Orchestra and Choir, John Adams . Rien de tel (DVD + Blu-ray).
- Oratorio : Bach : Passion selon saint Matthieu, Mark Padmore, Christian Gerhaher, Camilla Tilling, Magdalena Kožená, Topi Lehtipuu, Thomas Quasthoff, Rundfunkchor Berlin, Berliner Philharmoniker, Simon Rattle, Simon Halsey . BPHR (2 DVD ou 1 Blu-ray).
- Soliste instrumental: Ysaye: The Complete Sonates for Solo Violin, Op 27; Sonate pour deux violons, Tedi Papavrami, Svetlin Roussev (violons). Zig-Zag Territoires (2 CD).
- Opéra : Wagner : Parsifal, Jonas Kaufmann, Peter Mattei, René Pape, Katarina Dalayman, Evgeny Nikitin, Metropolitan Opera Orchestra and Choir, Daniele Gatti . Sony (2 DVD ou 1 Blu-ray).
- Piano : Danses, Benjamin Grosvenor (piano). Decca (CD).
- Musique baroque vocale : Rameau : Le Grand Théâtre de l'amour, Sabine Devieilhe (soprano), Samuel Boden (ténor), Aimery Lefèvre (baryton), Le Jeune Choeur de Paris, Les Ambassadeurs, Alexis Kossenko . Erato (CD).
- Musique contemporaine : Benjamin : Written on Skin, Barbara Hannigan, Christopher Purves, Bejun Mehta, Victoria Simmonds, Allan Clayton, Covent Garden Orchestra, George Benjamin . Opus Arte (DVD ou Blu-ray).
- Musique symphonique : Universe du son Holst : Les Planètes, Talbot : Mondes, Etoiles, Systèmes, Infini, Philharmonia Orchestra, Esa-Pekka Salonen . Signum Vision (DVD).
- Musique ancienne : Les Trésors de Claude le jeune, Extraits du Livre de mélanges (1585), Huelgas Ensemble, Paul Van Nevel . DHM (CD).
- Musique baroque instrumentale : CPE Bach : Concertos pour violoncelle et orchestre Wq 170 et 172. Sinfonia Wq 182. Trio Sonate Wq 161 Sanguineus and Melancholicus, Ophélie Gaillard (violoncelle), Pulcinella Orchestra . Appartement (CD).
- Projet artistique : Refuge In Music, Terezin-Theresienstadt, Svenk, I. Weber, Dauber, Taube, Ullmann, Schulhoff, Roman, Haas, Berman et Bach. Documentaire de Dorothée Binding et Benedict Mirow. Anne Sofie von Otter (mezzo-soprano), Daniel Hope (violon), Bepe Risenfors (accordéon, contrebasse, guitare), Bengt Forsberg (piano). DG (DVD).
- Rééditions : Maria Callas édition remasterisée. Warner (69 CD + 1 CD-rom).

### 2015
- Artiste de l'année : Paavo Järvi, Schumann : Symphonie no 4 (2e version), Deutsche Kammerphilharmonie Bremen, Paavo Järvi. RCA (CD). Dutilleux : Métaboles, Sur le même accord, Symphonie no 1, Christian Tetzlaff (violon), Orchestre de Paris, Paavo Järvi. Erato (CD). Beethoven : Ouvertures, Deutsche Kammerphilharmonie Bremen, Paavo Järvi. RCA (CD). Chostakovitch : Symphonie no 7 Leningrad, Orchestre National de Russie, Paavo Järvi. Pentatone (SACD).
- Instrumental baroque : Boccherini : Concerto pour violoncelle, Quintette pour guitare, Sextuor avec flûte, Quintette avec flûte, Manuel Granatiero (flûte), Marco Ceccato (violoncelle), Francesco Romano (guitare), Accademia Ottoboni . Zig-Zag Territoires (CD). Caldara : Trio Sonates, Amandine Beyer, Leila Schayegh (violons), Jonathan Pesek (violoncelle), Jörg-Andreas Bötticher (clavecin et orgue), Matthias Spaeter (théorbe). Glossa (CD).
- Baroque Vocal : Delalande : Leçons de ténèbres, Miserere, Sophie Karthäuser, Ensemble Correspondances . HM (CD).
- Musique de chambre : Brahms : Sonates pour clarinette et piano, Trio pour clarinette, violoncelle et piano, Raphaël Sévère (clarinette), Victor Julien-Laferrière (violoncelle), Adam Laloum (piano). Mirare (CD). Berg : Suite lyrique, Mendelssohn : Quatuor à cordes op. 13. Quatuor Tetzlaff . Avi-Musique (CD).
- Récital Vocal : Julie Fuchs : Oui! , Orchestre national de Lille, Samuel Jean . DG (CD).
- Musique Symphonique : Lutoslawski : Concerto pour piano, Symphonie no 2, Krystian Zimerman (piano), Berlin Philharmonic, Simon Rattle . DG (CD)
- Opéra : Steffani : Niobe, regina di Tebe, Karina Gauvin, Philippe Jaroussky, Amanda Forsythe, Christian Immler . . ., Boston Early Music Festival Orchestra, Paul O'Dette & Stephen Stubbs . Érato (3 CD). Verdi : Aida, Anja Harteros, Jonas Kaufmann, Ekaterina Semenchuk, Ludovic Tézier..., Chœur et orchestre de l'Académie nationale Sainte-Cécile, Antonio Pappano . Warner (3 CD).
- Musique Chorale : Messiaen : L'Amour et la foi, Ensemble vocal national danois, Chœur national de concert danois, Orchestre de chambre national danois, Marcus Creed. NOS Enregistrements (SACD).
- Musique Contemporaine : Rihm : Et Lux, Huelgas Ensemble, Minguet Quartet, Paul Van Nevel . ECM (CD).
- Réédition : Pierre Monteux : La Collection complète d'albums RCA. Sony (40 CD).
- DVD : El Sistema au Festival de Salzbourg, Gershwin, Mahler, Bernstein..., Orchestre Symphonique National des Enfants du Venezuela, Simon Rattle... CMajor (DVD ou Blu-ray).
- Jeune Talent/Jeune talent : Bach : Partita No. 4, Capriccio BWV 992, English Suite No. 1, Toccata BWV 911, Rémi Geniet (piano). Mirare (CD).

### 2016
- Instrumental baroque : Bach : Six Sonates pour violon et clavecin BWV 1014–1019, Leila Schayegh (violon), Jörg Halubek (clavecin). Glossa (2 CD). Visée : Pièces pour théorbe, Corbetta : Pièces pour guitare, Rolf Lislevand (théorbe et guitare). ECM (CD).
- Vocal baroque, Zelenka : Missa Divi Xaverii, Litanies, Collegium 1704, Václav Luks. Accent (CD).
- Musique de chambre : Beethoven : Sonates op. 47 Kreutzer, op. 23 et op. 12 No 2, Lorenzo Gatto (violon), Julien Libeer (piano). Alpha (CD). Brahms : Quatuors à cordes et quintette avec piano, Quatuor Belcea, Till Fellner (piano). Alpha (2 CD).
- Récital vocal : Verismo, Airs et extraits d'opéras De Cilea, Giordano, Puccini, Leoncavalo, Catalani, Boito, Ponchielli, Anna Netrebko (soprano), chœur et Orchestra dell'Accademia Nazionale di Santa Cecilia, Antonio Pappano. Deutsche Grammophon (CD).
- Musique symphonique : Mahler : Symphonie no 6, Orchestre symphonique de la radio bavaroise, Daniel Harding . BR Klassik (CD). Beethoven : Les 9 Symphonies (Audio et Vidéo), Solistes, Berlin Radio Choir, Berlin Philharmonic, Simon Rattle . BPHR (5 CD et 3 Blu-Ray).
- Première au Disque : Honegger/Ibert : L'Aiglon, Anne-Catherine Gillet, Marc Barrard, Etienne Dupuis, Pascal Charbonneau, Hélène Guilmette, Marie-Nicole Lemieux. . ., Orchestre et choeur symphonique de Montréal , Kent Nagano . Decca (2 CD).
- Clavecin : Scarlatti : Sonates pour clavecin, vol. IV, Pierre Hantaï (clavecin). Mirare (CD).
- Concerto : Mozart : Concertos pour piano KV 413, 414 et 415, Kristian Bezuidenhout (piano), Freiburger Barockorchester, Gottfried von der Goltz . Harmonia Mundi (CD).
- Piano : Chopin : 24 Mazurkas, Pavel Kolesnikov (piano). Hypérion (CD).
- Musique contemporaine : Connesson : Flammenschrift, Pour sortir au jour, E chiaro nella valle il fiume appare, Maslenitsa, Mathieu Dufour (flûte), Brussels Philharmonic, Stéphane Denève. Deutsche Grammophon (CD). Abrahamsen : Let Me Tell You, Barbara Hannigan (soprano), Bavarian Radio Symphony Orchestra, Andris Nelsons . Hiver et Hiver (CD).
- Réédition : Le Siècle de Menuhin, Warner Classic (80 CD + 11 DVD).

### 2017
- Musique ancienne : Dowland : Lachrimae, ou Seaven Teares, Elizabeth Kenny (luth), Phantasm
- Musique baroque : Telemann – Musique pour flûte à bec, Giovanni Antonini (flûte à bec/direction), Il Giardino Armonico
- Violon : JS Bach : Sonates et Partitas pour violon seul, Christian Tetzlaff (violon)
- Piano : Volodos joue Brahms, Arcadi Volodos (piano). Lyapunov : œuvres pour piano, vol. 2, Florian Noack (piano)
- Musique de chambre : Wiener Klassik : L'Instrumentation Insolite, Die Freitagsakademie . Dvořák : Trios avec piano, op. 65 et 90, Trio Wanderer . Brahms, Franck & Debussy : Sonates pour violoncelle, Victor Julien-Laferrière (violoncelle), Adam Laloum (piano)
- Musique symphonique : Mendelssohn : Songe d'une nuit d'été, Ceri-Lyn Cissone, Alexander Knox & Frankie Wakefield (narrateurs) ; Orchestre symphonique de Londres & Chœur Monteverdi, Sir John Eliot Gardiner
- Musique sacrée : Dvořák : Stabat Mater, Eri Nakamura (soprano), Elisabeth Kulman (contralto), Michael Spyres (ténor), Jongmin Park (basse) ; Orchestre philharmonique tchèque, Chœur philharmonique de Prague, Jiří Bělohlávek
- Musique chorale : MacMillan : Stabat Mater, The Sixteen, Britten Sinfonia, Harry Christophers
- Musique contemporaine : Rihm, Dusapin et Mantovani : Concertos pour violon, Renaud Capuçon (violon), Wiener Symphoniker, Orchestre Philharmonique de Radio France, Orchestre de l'Opéra national de Paris, Philippe Jordan, Myung-Whun Chung
- Opéra : Glinka : Ruslan et Lyudmila, Albina Shagimuratova (Lyudmila), Mikhail Petrenko (Ruslan), Yuri Minenko (Ratmir) ; Théâtre Bolchoï, Vladimir Iourovski, Dmitri Tcherniakov . Philip Glass : Einstein sur la plage, Helga Davis, Kate Moran, Antoine Silverman ; The Philip Glass Ensemble, Michael Riesman, Robert Wilson (directeur), Lucinda Childs (chorégraphe)
- Archives : Rudolf Serkin : The Complete Columbia Album Collection, Rudolf Serkin (piano)

### 2018
- Musique ancienne : Parle qui veut, Chansons moralisatrices du Moyen Âge, Ensemble Sollazzo
- Musique baroque instrumentale : JS Bach : Concerto pour deux clavecins, Pierre Hantaï, Aapo Häkkinen (clavecins), Helsinki Baroque Orchestra
- Musique baroque instrumentale : Louis Couperin : Suites pour clavecin, Christophe Rousset (clavecin Ioannes Couchet du Musée des Instruments)
- Musique baroque vocale : Perpetual Night, 17th-Century Ayres and Songs, Lucile Richardot (contralto), Ensemble Correspondances, Sébastien Daucé
- Piano : Beethoven : Sonates pour piano nos 14 et 29, Murray Perahia (piano)
- Piano : Scriabine : Préludes, Études et sonates nos 4 et 5, Vadym Kholodenko (piano)
- Musique de chambre : Es war einmal... (Il était une fois...), Fairy Tales de Robert Schumann & Jörg Widmann, Jörg Widmann (clarinette), Tabea Zimmermann (alto) et Dénes Várjon (piano)
- Concerto : CPE Bach : Concertos pour violoncelle, Jean-Guihen Queyras (violoncelle), Ensemble Resonanz, Riccardo Minasi
- Concerto : Bartók : Concerto pour violon no 1 & Enescu : Octuor pour cordes, Vilde Frang (violon), Erik Schumann (violon), Gabriel Le Magadure (violon), Roseanne Philippens (violon), Lawrence Power (alto), Lily Francis (alto), Nicolas Altstaedt (violoncelle), Jan-Erik Gustavsson (violoncelle) ; Orchestre philharmonique de Radio France, Mikko Franck
- Mélodie : Chimère, Sandrine Piau (soprano), Susan Manoff (piano)
- Lied : Schubert : Die schöne Müllerin, Christian Gerhaher (baryton), Gerold Huber (piano)
- Symphonique : Elgar : Falstaff, Chants orchestraux ; Grania et Diarmid, Roderick Williams (baryton), BBC Philharmonic, Sir Andrew Davis
- Opéra : Britten : Billy Budd (DVD), Jacques Imbrailo (Billy Budd), Toby Spence (Vere), Brindley Sherratt (Claggart), Thomas Oliemans (Redburn), David Soar (Flint), Torben Jürgens (Ratcliffe), Clive Bayley ( Dansker), Duncan Rock (Donald), Francisco Vas (Squeak); Teatro Real Madrid, Ivor Bolton, Deborah Warner
- Opéra : Britten : Billy Budd (Blu-ray)
- Chorale : JS Bach : Motets, The Norwegian Solists' Choir, Ensemble Allegria, Grete Pedersen
- Jeune talent : Miroir(s), Elsa Dreisig (soprano), Orchestre national Montpellier Occitanie Pyrénées Méditerranée, Michael Schønwandt
- Archives : Debussy : Les œuvres Complètes, Les artistes incluent Martha Argerich, Pierre-Laurent Aimard, Samson François, Renaud Capuçon, Natalie Dessay, André Cluytens, François-Xavier Roth, Jean Martinon, Michel Plasson, Kent Nagano et Carlo Maria Giulini

### 2019
- Artiste de l'année: Riccardo Chailly, The Fellini Album, Filarmonica della Scala, Riccardo Chailly, Strauss: Also Sprach Zarathustra, Tod und Verklärung, Till Eulenspiegel & Salome's Dance, Lucerne Festival Orchestra, Riccardo Chailly
- Musique ancienne : La Morte della Ragione, Il Giardino Armonico, Giovanni Antonini
- Clavecin : Domenico Scarlatti : Sonates, Jean Rondeau (clavecin)
- Instrumental baroque : Johann Sebastian Bach : Concertos pour orgue et cordes, Bart Jacobs (orgue), Les Muffatti
- Instrumental baroque : Dandrieu/Corelli : Opus 1, Le Consort : Theotime Langois de Swarte, Sophie de Bardonneche, Louise Pierrard, Hanna Salzenstein, Justin Taylor
- Voix baroque : Cozzolani : Vespro, I Gemelli, Emiliano Gonzalez Toro
- Piano : Destination Rachmaninov – Départ, Daniil Trifonov (piano), Philadelphia Orchestra, Yannick Nézet-Séguin
- Piano : Prokofiev : Sonates pour piano nos 2 et 5, Lukas Geniušas (piano)
- Concerto : Saint-Saëns : Concertos pour piano 3, 4 & 5 'L'Égyptien', Alexandre Kantorow (piano), Tapiola Sinfonietta, Jean-Jacques Kantorow
- Musique de chambre : Chostakovitch : Quatuor à cordes n° 5, 7 & Quintette avec piano, Elisabeth Leonskaja (piano), Quatuor Artemis
- Symphonique : Haydn : Die sieben letzten Worte unseres Erlösers am Kreuze, Ensemble Rezonanz, Juditha Haberlin
- Récital vocal : Offenbach Colorature, Jodie Devos (soprano), Münchner Rundfunkorchester, Laurent Campellone
- Musique contemporaine : Concertos pour clarinette contemporaine, Magnus Lindberg, Karl Amadeus Hartmann, Johan Farjot, Jean-Luc Votano (clarinette), Quatuor Danel, Orchestre Philharmonique Royal de Liège
- Opéra : Chabrier : L'Étoile (DVD) Stéphanie d'Oustrac (Lazuli), Christophe Mortagne (Roi Ouf), Hélène Guilmette (Princesse Laoula), Jérôme Varnier (Siroco), Julie Boulianne (Aloès), François Piolino (Tapioca), Elliot Madore (Prince Hérisson de Porc-Epic)
- Opéra : Chabrier : L'Étoile (Blu-ray)

### 2020
Source :
- Piano : Beatrice Rana, Œuvres de Ravel et Stravinsky
- Symphonique : Lutosławski : Symphonies nos 2 et 3, Hannu Lintu
- Concertos : Elgar : Concerto pour violoncelle…, Sheku Kanneh-Mason, London Symphony Orchestra, Simon Rattle
- Concertos : Chopin : Les deux concertos pour piano, Benjamin Grosvenor, Orchestre national royal d'Écosse, Elim Chan
- Musique de chambre  : Haydn : 6 Quatuors, Quatuor Hanson
- Musique de chambre : Brahms : Quintette avec piano op. 34. Quatuor n°3, Quatuor Hagen, Kirill Gerstein
- Musique médiévale : Firenze 1350, Sollazzo Ensemble
- Musique baroque : Vivaldi : Les Quatre Saisons, Enrico Onofri, Imaginarium Ensemble
- Musique baroque : John Dowland : A Fancy, Bor Zuljan
- Récital lyrique : Benjamin Bernheim, Airs de Massenet, Gounod, Donizetti, Verdi…
- Récital lyrique : Véronique Gens, Nuits, I Giardini
- Mélodies : Reynaldo Hahn, Les mélodies, Tassis Christoyannis, Jeff Cohen
- Opéras : Berlioz, La Damnation de Faust, Michael Spyres, Joyce DiDonato, Orchestre philharmonique de Strasbourg, John Nelson
- Opéras : Ambroise Thomas, Hamlet, Stéphane Degout, Sabine Devieilhe, Laurent Alvaro, Sylvie Brunet-Grupposo, Julien Behr, Jérôme Varnier, Les Eléments, Orchestre des Champs-Elysées, Louis Langrée, Cyril Teste (Mise en scène)
- Contemporain : Tüür, Mythos. Sow the Wind…, Orchestre du Festival d’Estonie, Paavo Järvi
- Musique chorale : Luciano Berio, Coro. Cries of London, Norwegian Soloists’ Choir, Norwegian Radio Orchestra, Grete Pedersen
- Rééditions : Bruno Walter, The complete Columbia Album Collection

### 2021
Source :
- Musique Renaissance : Missa Wohlauff gut Gsell. Cinquecento. Heinrich Isaac
- Clavecin : Mr Couperin - Louis, Charles & François Couperin, Pièces de clavecin, Brice Sailly
- Baroque vocal : Soleil noir, Emiliano Gonzalez Toro
- Baroque instrumental : Jean-Sébastien Bach: Sonates et partitas pour violon seul, Leila Schayegh
- Musique de chambre : Robert Schumann : Les trios avec piano. Quatuor et quintette avec piano, Trio Wanderer
- Musique de chambre : Nino Rota, Musique de chambre, E. Pahud, Paul Meyer, E. Le Sage, Daishin Kashimoto, Aurélien Pascal, Joaquín Riquelme García, Claudio Bohórquez, Olivier Thiery, François Meyer, Gilbert Audin, Benoît de Barsony
- Symphonie : Joseph Haydn, « Les heures du jour », Symphonies n° 6 à 8, Il Giardino Armonico, Giovanni Antonini
- Symphonie : Piotr Ilitch Tchaïkovski, Symphonie n° 5. « Francesca da Rimini », Orchestre de la Tonhalle de Zurich, Paavo Järvi
- Concerto : Wolfgang Amadeus Mozart, Momentum 1785, Leif Ove Andsnes, Mahler Chamber Orchestra
- Piano : Frédéric Chopin, Études op. 25. 4 Scherzo, Beatrice Rana
- Musique vocale : Gustav Mahler : Lieder, Christiane Karg, Malcolm Martineau
- Récital lyrique : Gioachino Rossini, Amici e rivali, Lawrence Brownlee, Michael Spyres, I Virtuosi Italiani, Corrado Rovaris
- Musique chorale : Alfred Schnittke, Concerto pour chœur, Chœur philharmonique de chambre d'Estonie, Kaspars Putniņš
- Orgue : Franz Liszt, Inspirations, Olivier Latry, La Dolce Volta
- Opéra : André Messager, Fortunio, DVD, Cyrille Dubois, Anne-Catherine Gillet, Franck Leguérinel, Jean-Sébastien Bou, Philippe-Nicolas Martin, Louis Langrée

### 2023
Source et lien vers la liste de lecture Apple.

### 2024
Source.
- Violon: Solo: Matteis - Pisendel - Biber - Guillemain - Vilsmayr, Isabelle Faust
- Piano: Schumann: Piano Quartet - Piano Quintet, Jean-Guihen Queyras, Isabelle Faust, Antoine Tamestit & Alexander Melnikov
- C.P.E. Bach: Symphonies - From Berlin to Hamburg, Mayumi Hirasaki & Akademie für Alte Musik Berlin
- Le ruban dénoué - 12 valses à deux pianos et une mélodie, Frank Braley & Eric Le Sage
- Madrigaux guerriers et amoureux Livre VIII : Non partir ritrosetta SV 165, Monteverdi
- Musique de chambre: Rita Strohl: Premier Trio avec piano - EP
- Bruckner: Complete Symphonies Edition, Christian Thielemann & Vienna Philharmonic
- Letter(s) to Erik Satie, Bertrand Chamayou
- Enescu: Symphonies Nos. 1–3; 2 Romanian Rhapsodies
- Charpentier: Médée, Le Concert Spirituel, Hervé Niquet, Véronique Gens & Judith Van Wanroij
- Chopin: Études, Op. 10 & 25, Yunchan Lim
- Grieg - Smetana, Quatuor Modigliani
- Rachmaninoff for Two, Daniil Trifonov & Sergei Babayan
- Brahms & Schumann: Works for Cello and Piano, Christian Poltéra & Ronald Brautigam
- Concerto pour violon et orchestre: Ligeti, Ensemble Intercontemporain, Pierre Bleuse & Hae-Sun Kang